# ده‌اف‌اس ۲۳۰
ده‌اف‌اس ۲۳۰ (به آلمانی: DFS 230) یک بادپر نظامی نیرو بَر ساخت شرکت ده‌اف‌اس در آلمان بود که در جریان جنگ دوم جهانی در لوفت‌وافه از آن استفاده شد.

## طراحی و توسعه
این بادپر توسط شرکت ده‌اف‌اس طراحی شد. با علاقه‌مندی نیروهای مسلح به آن، قراردادی جهت ساخت سه پیش‌نمونه به امضا رسید. بادپر عمکلرد پروازی خوبی در سال ۱۹۳۷ از خود نشان داد تا پس از چند نمونه پیش‌تولید ده‌اف‌اس ۲۳۰آ-۰، سفارش تولید محدود مدل‌های عملیاتی ده‌اف‌اس ۲۳۰آ-۱ و ده‌اف‌اس ۲۳۰آ-۲ صادر شود. ده‌اف‌اس ۲۳۰آ-۲ گونه هدایت دوگانه آموزشی بود. از این و مدل‌های متعاقب مجموعاً بیش از ۱٬۰۰۰ فروند در کارخانه‌های مختلف تولید شد تا گونه به بادپر تهاجمی استاندارد لوفت‌وافه بدل شود.
ده‌اف‌اس ۲۳۰ یک هواگرد تک‌باله بال‌بالای مهار شده با ساخت ترکیبی بود. داخل هواگرد گنجایش دو خدمه و هشت نیروی کاملاً مسلح را داشت. ده‌اف‌اس ۲۳۰ با انواع مختلفی از هواگردهای لوفت‌وافه یدک‌کشی می‌شد و پس از برخاست ارابه فرود خوپ را رها می‌کرد. فرود بر روی ارابه لغزش مرکزی زیر بدنه صورت می‌گرفت. برای کاهش مسافت فرود یک بدنه به شرکت فوکه-آخگلیس تحویل شد تا یک چرخانه هواچرخ سه‌تیغه بر آن نصب شود. محصول این ابداع که فا ۲۲۵ نام گرفت، مسافت فرود بسیار کوتاهی داشت اما هدایت آن دشوار بود. راه‌کار دیگر نصب راکت‌های ترمز راین‌متال-بورزیش با رانش به سمت جلو، در دماغه بود. این راکت‌ها می‌توانستند بادپر را تنها در ۱۵ متری متوقف کنند؛ در این حال ابری از دود سفید ایجاد می‌کردند که باعث پوشیده ماندن بادپر و سرنشینان آن می‌شد.
ده‌اف‌اس ۲۳۰ب-۱ و هدایت دوگانه ده‌اف‌اس ۲۳۰ب-۲ مجهبر به چتر ترمز هوایی بودند تا هنگامی که هواگرد مورد حمله قرار گرفت با زاویه زیاد شیرجه بزند. یک مسلسل ام‌گه ۱۵ هم پشت اتاقک نصب شد تا هم به عنوان تمهید دفاعی استفاده شود و هم بر روی زمین برای نیروی خودی علیه دشمن آتش سرکوب تأمین کند. برخی یگان‌ها بادپر خود را به صورت میدانی با یک مسلسل دو لول ام‌گه ۳۴ در دماغه تسلیح می‌کردند.
ده‌اف‌اس ۲۳۰سی-۱ به مجهز به تقویت‌گر رانش راکت بود. در مدل ده‌اف‌اس ۲۳۰ده-۱ پیشنهاد راکت دماغه بهتر شد که محقق نشد.
ده‌اف‌اس ۲۳۰فاو-۷ طراحی کاملاً جدیدی بود که برای مدل ده‌اف‌اس ۲۳۰اف-۱ از آن تولید می‌شد. تنها یک پیش‌نمونه پدید آمد.

## استفاده عملیاتی

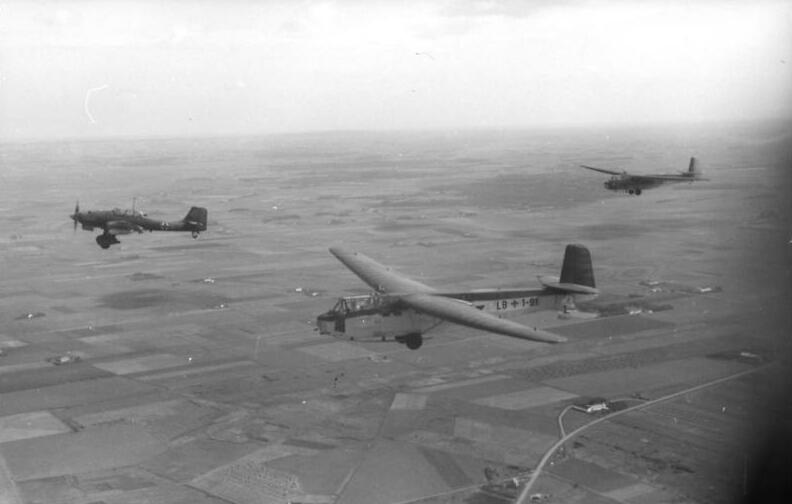
دو فروند ده‌اف‌اس ۲۳۰‌اس در حال پرواز بر فراز ایتالیا که توسط یک جفت یدک‌کش یونکرس یو ۸۷‌بی یدک‌کشی می‌شوند

ورماخت به کمک ده‌اف‌اس ۲۳۰ نخستین عملیات نیرو بری با بادپر در جهان را در بلژیک اجرا و در جریان آن قلعه ایبن ایمل را روز ۱۰ مه سال ۱۹۴۰ تسخیر کرد. از ده‌اف‌اس ۲۳۰ در تهاجم به کرت و تعداد زیادی عملیات هوابرد دیگر استفاده شد. اغلب به عنوان هواگرد ترابری به‌کار می‌رفتند و تا پایان جنگ جهانی دوم در این نقش به ایفای خدمت پرداختند.
از چند بادپر ده‌اف‌اس ۲۳۰سی-۱ برای رهایی دادن بنیتو موسولینی از زندانی بر فراز کوه استفاده شد.

## مشخصات فنی
ده‌اف‌اس ۲۳۰ب-۱:
مشخصات عمومی
- طول: ۱۱٫۲۴ متر
- طول بال: ۲۱٫۹۸ متر
- مساحت بال: ۴۱٫۳ متر مربع
- ارتفاع: ۲٫۷۴ متر
- وزن خالی: ۸۶۰ کیلوگرم

- حداکثر وزن هنگام برخاستن: ۲٬۱۰۰ کیلوگرم

عملکرد
- حداکثر سرعت: ۲۹۰ کیلومتر بر ساعت
- سرعت یدک‌کشی معمول: ۱۸۰ کیلومتر بر ساعت

تسلیحات
- ۱ × مسلسل ۷٫۹۲ میلی‌متری ام‌گه ۱۵